# 풍서초등학교
풍서초등학교(豊西初等學校)는 대한민국 경상북도 안동시에 있었던 공립 초등학교이다.

## 학교 연혁
- 1943년 4월 30일 풍남공립 부설 풍서간이 학교 설립 인가
- 1943년 5월 15일 풍서공립초등학교 개교
- 1981년 3월 5일 풍서국민학교병설유치원 설립
- 1991년 3월 1일 풍남국민학교 통합
- 1996년 3월 1일 풍서초등학교로 교명 개칭
- 2008년 9월 1일 작은학교가꾸기 도지정 시범
- 2014년 2월 14일 제66회 졸업(총 4,396명)
- 2014년 9월 1일 5학급 편성
- 2014년 9월 1일 제27대 이예걸 교장 선생님 부임
- 2015년 2월 13일 제66회 졸업(총 4,402명)
- 2015년 3월 1일 5학급 편성
- 2016년 2월 29일 풍천초등학교와 풍천풍서초등학교로 통폐합[1]